# Menongue
 Menongue  es una ciudad y también un municipio (Concelho de Menongue) de la provincia de Cubango, en el sureste de Angola, región fronteriza con Namibia y Zambia.

## Geografía
Bañada por el río Cuebe, afluente del Cubango en la localidad de Caiundo. Menongue dista 1 051 km de Luanda y 342 de Kuito. El término tiene una extensión superficial de 23 565 km² y una población de 280 846 habitantes.
Linda al norte con la provincia de Bié, municipio de Chitembo; al este con los municipios de Cuito Cuanavale y de Nancova; al sur con el de Cuangar; y al oeste con la provincia de Cunene, municipios de Cuañama, Cuvelai y Cuchi.

## Comunas
Este municipio agrupa cuatro comunas:
- Menongue.[4]
- Cueio,
- Caiundo,
- Missombo.

## Historia
Durante la colonización portuguesa y hasta 1975 era llamado Serpa Pinto en honor al militar y explorador portugués con el mismo nombre.

## Comunicaciones
En la ciudad termina el ferrocarril de Namibe.

## Economía
Agricultura de subsistencia con importantes pastos para ganado vacuno.